# Sabatieria abyssalis
Sabatieria abyssalis är en rundmaskart som först beskrevs av Nikolai Nikolaievich Filipjev 1918.  Sabatieria abyssalis ingår i släktet Sabatieria och familjen Comesomatidae. Inga underarter finns listade i Catalogue of Life.